# Peucaea carpalis
El chingolo alirrufo o zacatonero ala rufa (Peucaea carpalis) es una especie de ave paseriforme de la familia Passerellidae propia del suroeste de América del Norte. Se localiza en el suroeste de los Estados Unidos (Arizona) y el noroeste de México (Sonora y Sinaloa).
Entre 12 y 14 cm de longitud, se encuentra entre las aves más pequeñas de su género. Su plumaje es principalmente  gris pálido, con manchas pardas en las partes dorsales, similar a la hembra del gorrión común (Passer domesticus). La corona es rojiza, partida en el medio por una raya gris. Cuenta también con una raya ocular rojiza y un par de bigotes negros en el área de la garganta (similar a A. sumichrasti). El resto de la garganta es blanquecino. También  es característica la coloración rojiza de los hombros, que sin embargo no es muy evidente en el campo.
Habita en pastizales desérticos y matorrales espinosos, zacatales, y zonas de mezquite y cactus; también en zonas riparias. Prefiere los pastos altos y densos. Se alimenta principalmente de insectos, y también de pasto y semillas de hierbas.
Se reproduce de julio a agosto. Elabora un nido a baja elevación sobre los arbustos, mezquites o cactus. La puesta consiste de cuatro huevos en promedio, y puede haber dos camadas por año.